# Streamer
Un streamer, también llamado realizador de transmisiones en directo, realizador de transmisiones en vivo, transmisor de directos o realizador de directos, es una persona que se dedica a hacer emisiones en directo o en diferido en determinada plataforma o servicio. El alcance de los streamers ha crecido para incluir diferentes géneros que van desde jugar videojuegos hasta tutoriales y charlas con los espectadores.

## Historia
Si bien los realizadores de directos como se conocen hoy no surgieron hasta principios de 2010, sus orígenes se remontan a sitios como YouTube, donde los usuarios pueden subir vídeos de sí mismos en forma de videoblogs o vídeos de jugabilidad. Si bien todo el contenido no era en directo, los usuarios aún podían obtener una audiencia considerable y una buena cantidad de suscriptores a sus canales. Muchos se volvieron tan populares que pudieron seguir una carrera y ganarse la vida con su contenido. No fue sino hasta la popularidad de los sitios de transmisión como Twitch que cada vez más personas pudieron transmitir en línea y ganar aún más dinero para convertirse en transmisores de tiempo completo. Debido a los millones de dólares que pueden ganar los locutores, la transmisión se ha convertido en una opción profesional viable para las personas que tienen personalidad o habilidad de una forma u otra. Hoy en día, hay muchas plataformas diferentes donde las personas pueden transmitir y crear un nicho para sí mismas con su propio contenido único.

## Variedades

### Gamers

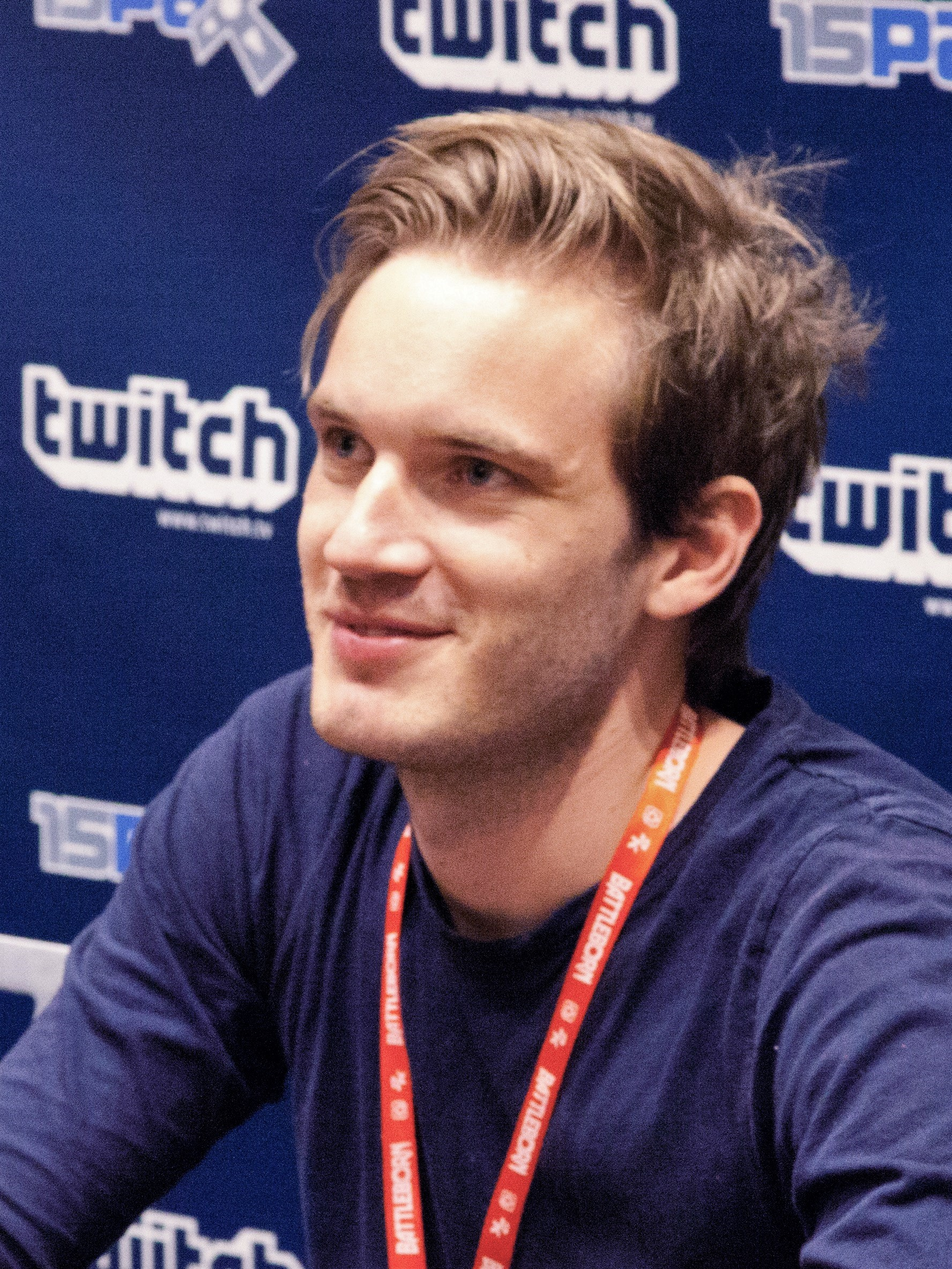
Felix Kjellberg, conocido como «PewDiePie», es uno de los realizadores de directos más grandes del género gameplays y comentador.

Los gamers han sido los locutores más populares desde el comienzo de la transmisión en vivo al tener la mayor audiencia y base de fanáticos en línea. Hoy en día, la mayoría de los realizadores de directos se ganan la vida haciendo gameplays, carreras rápidas en vivo y tutoriales de videojuegos. Los realizadores de directos de videojuegos más conocidos y más grandes eran Ninja y PewDiePie. Actualmente, los mayores realizadores de directos en todo el mundo son XQC en el mundo angloparlante y en el ámbito hispanoparlante son Ibai, Auronplay e Illojuan en Twitch y DjMaRiiO en Youtube. Esta última comunidad ha llegado a batir numerosos récords, destacando la cifra alcanzada en La Velada del Año 2, que llegó al número de 3,3 millones de espectadores simultáneos.

### Realizadores de directos en la vida real
Mientras que la mayoría de los locutores profesionales y a tiempo parcial juegan videojuegos y es lo que transmiten la mayor parte del tiempo, muchos a menudo hacen transmisiones en la vida real. A menudo realizan diversas actividades mientras leen consejos y preguntas de sus espectadores. Al principio, muchos sitios de transmisión prohibieron las transmisiones en directo que no eran de juegos ya que pensaron que dañaría la calidad del contenido en sus sitios, pero a medida que crecía la demanda de más y más contenido no relacionado con los juegos, muchos sitios de transmisión decidieron ofrecer transmisiones en vida real. Estas transmisiones pueden variar desde responder preguntas frente a una computadora, transmitir desde su teléfono mientras caminan afuera o incluso hacer tutoriales. Las transmisiones en vida real se han vuelto más populares a lo largo de los años como buenas alternativas para los espectadores a quienes no necesariamente les gusta jugar videojuegos. El locutor de este tipo más popular es IcePoseidon quien viaja a menudo a diferentes lugares y transmite desde lugares como el Reino Unido o por todo Estados Unidos de América.

### Realizadores de directos pornográficos
Las transmisiones pornográficas también han sido populares para los espectadores como una forma de comunicarse directamente con personas y estrellas porno en línea. Muchas transmisoras pornográficas a menudo se conocen como camgirls y transmiten transmisiones mientras están desnudas o realizan actos sexuales a menudo a pedido de los espectadores. No se limita solo a las mujeres, ya que tanto los hombres como las parejas se transmiten en línea. Este contenido puede variar desde trabajos de aficionados hasta profesionales. Muchos sitios pornográficos que alojan videos también han agregado la capacidad de ofrecer transmisiones en vivo debido a la demanda y la popularidad. Ha servido como otra forma para que sus modelos obtengan ingresos y proporcionen contenido a sus fanáticos. Algunos sitios como Plexstorm incluso han creado un nicho para sí mismos al servir como un sitio donde los usuarios pueden reproducir videojuegos mientras realizan o muestran contenido sexual mientras juegan. También es uno de los pocos sitios que permite jugar juegos pornográficos en directo.

## Realizadores de directos en Asia
Si bien los realizadores de directos se han vuelto más frecuentes en todo el mundo, Asia se ha convertido en un gran mercado con sitios de transmisión coreanos y chinos que generan una gran cantidad de ingresos de sus transmisiones.

### Jockeyde transmisión
En Corea del Sur, un realizador de directos se conoce como un jockey o 'jinete' de transmisión (BJ). Se han vuelto populares a lo largo de los años en Corea, gracias en parte a que muchos de ellos son más identificables con los espectadores que algunas celebridades y se han vuelto lo suficientemente famosos como para aparecer en programas de televisión. Si bien es común que los jinetes de la transmisión se conviertan en estrellas nacionales, ha habido un aumento reciente en el número de ídolos y celebridades coreanos famosos que se convierten en jinetes de la transmisión, ya sea como una forma de complementar su carrera o a tiempo completo a medida que ganan más dinero transmitiendo. actuaría o cantaría. El número de estrellas famosas que se convierten en jinetes de transmisión a tiempo completo ha superado el número de trabajadores a tiempo parcial, ya que muchos prefieren la libertad que ofrece la profesión. Esta tendencia no se ha limitado a las celebridades, ya que un número significativo de políticos también ha creado sus propios canales en sitios de transmisión y han comenzado a transmitirse en línea como una forma de hacerse más famosos y transmitir su mensaje político a un mayor número de personas. Los sitios de transmisión populares en Corea incluyen AfreecaTV, Naver TV y KakaoTV además de sitios populares de transmisión mundial como Twitch, YouTube, Mixer, Periscope y Bigo Live.

#### Mukbang
Un formato de transmisión popular que se originó en Corea del Sur es mukbang que es una transmisión en la que una persona se transmite comiendo frente a una cámara a una audiencia en vivo. La popularidad de estas transmisiones se ha extendido fuera de Corea con muchos sitios como Twitch que ofrecen «Social Eating» en su plataforma.

### China
China se ha convertido en el mercado más grande para la transmisión en vivo con una gran cantidad de usuarios que pueden hacer carreras lucrativas a partir de ella. Un gran número de realizadores de directos puede ganar de 10.000 a 100.000 dólares por mes sin tener que ser un gran nombre en internet.
Esto se debe a la gran población y la ubicuidad de los teléfonos inteligentes donde muchos ciudadanos chinos prefieren consumir su entretenimiento. El mercado de transmisión en vivo creció 180% en 2016 y ha crecido aún más desde entonces. Una diferencia importante para el mercado chino de transmisión en vivo es que muchos de los sitios donde los usuarios transmiten son todos sitios chinos principalmente debido a las estrictas reglas de Internet en el país y la dificultad de cooperar con el Partido Comunista Chino. Independientemente de esto, el mercado chino se ha convertido en un mercado lucrativo con muchas agencias que firman contratos de muchas transmisiones y muchas de ellas promedian 100.000 espectadores por transmisión. Muchos a menudo ganan 29.000 $ por mes solo al asociarse con una agencia.